# Sunwapta Peak
Sunwapta Peak är en bergstopp i Kanada.   Den ligger i provinsen Alberta, i den centrala delen av landet, 3 100 km väster om huvudstaden Ottawa. Toppen på Sunwapta Peak är 3 324 meter över havet.
Terrängen runt Sunwapta Peak är kuperad åt nordost, men åt sydväst är den bergig.Trakten runt Sunwapta Peak är nära nog obefolkad, med mindre än två invånare per kvadratkilometer.. Det finns inga samhällen i närheten. 
Trakten runt Sunwapta Peak består i huvudsak av gräsmarker.